# Rik De Lisle

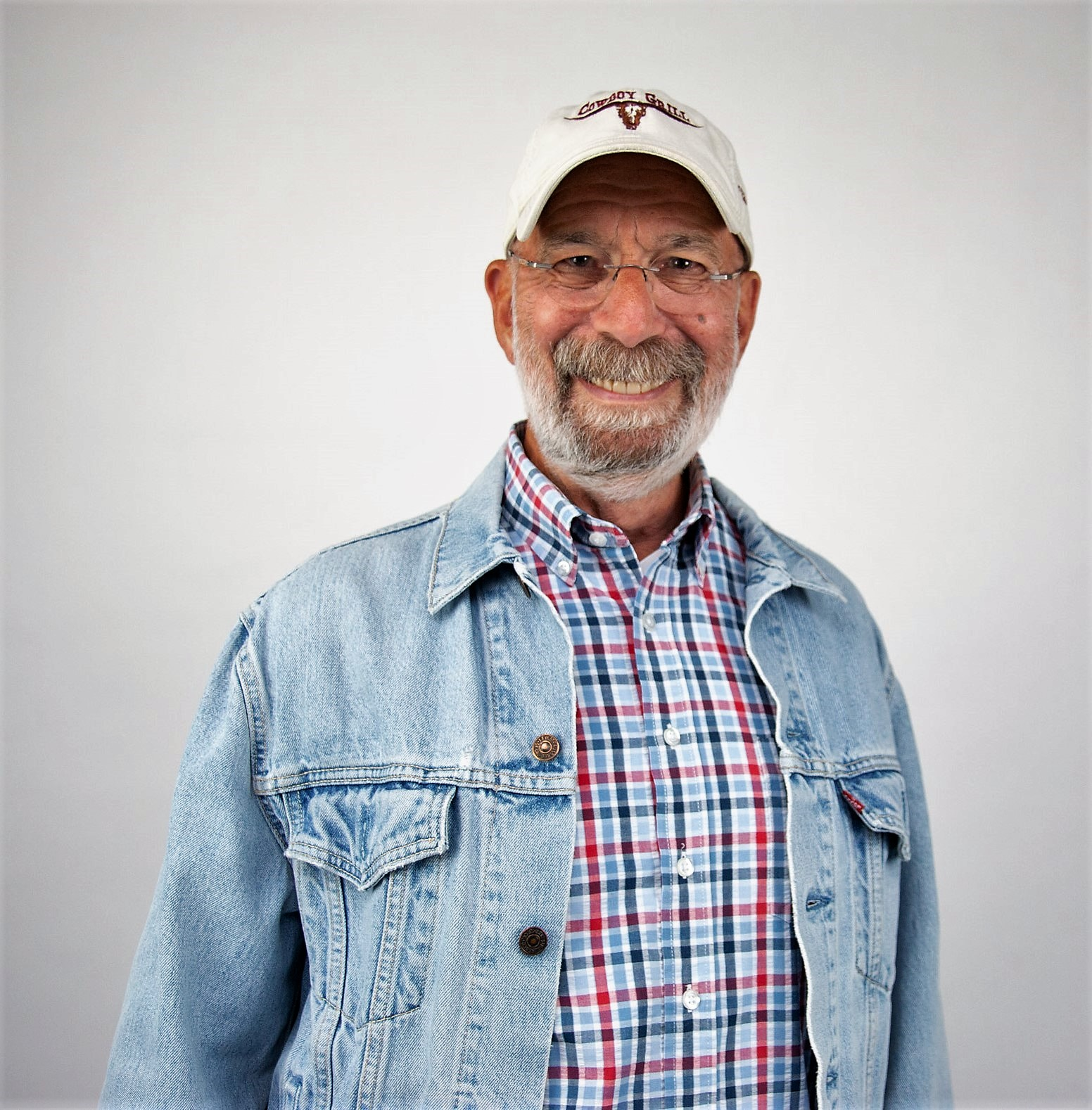
Rik De Lisle, 2021

Richard „Rik“ De Lisle (* 25. Februar 1947 in Milwaukee, Wisconsin) ist ein US-amerikanischer Hörfunkmoderator.

## Leben
Richard „Rik“ De Lisle wurde 1947 als Enkel deutsch- und französischstämmiger Einwanderer in Milwaukee geboren. Im Alter von 17 Jahren meldete er sich zur Armee. Dort wurde er Discjockey beim Soldatensender AFN für Asien, Portugal und die Bundesrepublik Deutschland. Seine erste Radiostation war KTFM in San Antonio, Texas. 1978 wurde er nach West-Berlin versetzt und moderierte dort das Radio-Frühprogramm. Bekannt wurde er mit seinem Weckspruch „I’m Air Force Sergeant Rik de Lisle – reminding you, that Rock’n Roll is just a state of mind“.
1984 wechselte er zum RIAS 2. Unter seiner tätigen Mithilfe wurde dieser Sender ab 1985 zum Ganztags-Musiksender erweitert. De Lisle moderierte bei RIAS 2 auch das Frühprogramm. Dort waren sein starker amerikanischer Akzent und sein Wortwitz seine Markenzeichen. Morgens um 5 Uhr – die Sendung hieß „Frühstart“ – weckte er seine Zuhörer mit dem Spruch „und jetzt kommt die Dr. Zimmermann mit die gelbe kleine Quietscheentchen. Es ist fuuunf Uhr“. Typische Ansage war „Hi, icke bin’s, alter Ami Rik De Lisle“.
Als Rias 2 1992 in das Privatradio rs2 umgewandelt wurde, bekam De Lisle den Posten als Programmdirektor und half dabei, die Hörerzahl erheblich zu steigern. Dort wurde er 2015 von Armin Braun abgelöst.

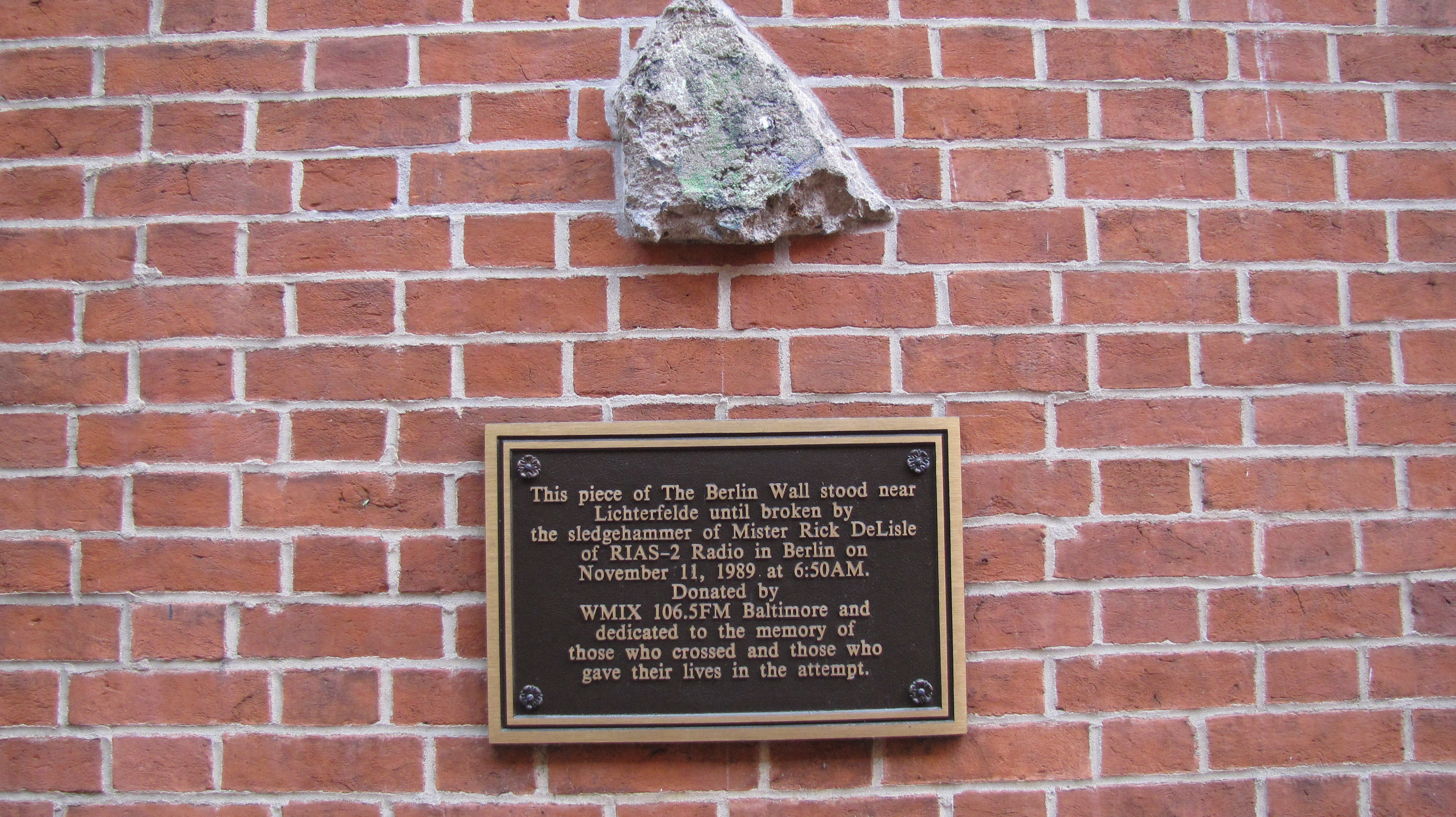
Von Rik De Lisle am 11. November 1989 herausgebrochenes Stück der Berliner Mauer, seit 1993 an der Zion Church of the City of Baltimore

Von Juni 1997 bis Dezember 2007 war De Lisle Europachef bei der internationalen Rundfunkberatungsfirma Alan Burns & Associates. Seit dem 5. August 2008 ist De Lisle Aushängeschild des hessischen Senders Radio Bob. Zunächst moderierte er täglich ab 09:00 Uhr die Sendung Bob’s Vormittag per Voicetracking, mittlerweile produziert er dort Bob’s amerikanischen Nachmittag von 15:00 Uhr bis 18:00 Uhr.
Ab März 2007 moderierte er bei R.SA das Nachmittagsprogramm von 14–18 Uhr.
Rik De Lisle wird als Werbe- und Synchronsprecher von der Agentur speaker-search.de vermittelt.
Von November 2011 bis März 2013 hatte De Lisle die Position des Programmverantwortlichen bei Radio PSR inne. Im April 2014 wurde er Programmdirektor von 94,3 rs2.
Seit dem 14. Januar 2017 ist Rik De Lisle samstags beim Berliner Rundfunk 91.4 zu hören.
Rik De Lisle hat einen Sohn und eine Tochter: Sein Sohn, Bill De Lisle, arbeitet für die dänische Firma Radioanalyzer, Heather De Lisle (* 1976) arbeitet als Journalistin.

## Musik
Rik De Lisle arbeitete an der Rockoper Spliff Radio Show mit, die am 2. Mai 1980 im Kant-Kino live uraufgeführt wurde. Die LP erreichte eine Auflage von gut 100.000 Stück. DeLisle schrieb die Jingles und Pseudowerbungen (u. a. „wysocki college“). Im Jahr 1981 schrieb De Lisle die Texte für die Teens-Single Rock and Roll is Just a State of Mind. Ursprünglich wurde der Song als Zugabetitel für die Spliff Radio Show geschrieben.

## Diskografie
LPs
- Disco Radio Action, 1978
- Network, Global DeeJays, 2006

Solo-Singles
- Space Survivor/Walk On the Wild Side, 1981 (Network feat. Rik DeLisle)
- Riks Rapp, 1982
- Radio Waves, 1984

## Radiosendungen (Auswahl)
- 1976–1984: Old Gold Retold
- 1984–1991: Rias 2 Frühstart
- 1992 DJ bei 104.6 RTL Berlin
- 2009–2015: Rik De Lisle auf 94,3 rs2
- 2009–2010: Bobs Amerikanischer Feierabend auf Radio Bob
- seit 2010: BOBs Vormittag mit retired Airforce Sergeant Rik de Lisle auf Radio Bob
- 2011–2016: Rik De Lisle’s Rikipedia auf Radio NORA
- seit 2017: Die Rik De Lisle Show auf dem Berliner Rundfunk 91.4

## Fernsehen
- 1978: Musiksendung Rock Scene ’78
- 1979–1983: AFN Midday
- 1991: Elf 99/RTL